# 湖南市
湖南市（こなんし）は、滋賀県の南部、甲賀地域に位置する市

## 概要
- 滋賀県南部のほぼ中央に位置し、旧甲賀郡の一部である。市名の「湖南」は大津市南部から旧甲賀郡にかけてを指す広域地名であり、湖南市は琵琶湖と接していない。
- 市域には南部に阿星山系、北部に岩根山系を擁し、中央部を東から西へ野洲川が流れる。
- 野洲川に沿うように国道1号とJR草津線が走り、東西交通の要衝である。江戸時代には東海道51番目の宿場町である石部宿が栄えた。
- もともと、野洲川両岸に田畑が広がる純農村地帯だったが、1968年、「湖南工業団地」が市北東部（当時、甲西町）に完成すると、産業構造が第二次産業に大きくシフトしていった。
- 滋賀県は相対的に県南部が人口の増加傾向、県北部は減少傾向が見られるが、位置的には県南部である湖南市は甲賀市とともにここ数年来は人口が緩やかに減少傾向である。
- 市内にある3つの寺院（善水寺・常楽寺・長寿寺）は、本堂や三重塔が国宝に指定されており、「湖南三山」として、観光PRしている。
- 市観光協会を中心に「こにゃん市」と銘打ったまちおこしを行っている。
- 自治体として全国3番目となる、バーチャルユーチューバー「Minami」を用いて行政情報や市のPRをしている[1]。

## 人口
| |                                        |  |
| 湖南市と全国の年齢別人口分布（2005年） | 湖南市の年齢・男女別人口分布（2005年） |  |
| ■紫色 ― 湖南市 ■緑色 ― 日本全国 | ■青色 ― 男性 ■赤色 ― 女性              |  |
| 湖南市（に相当する地域）の人口の推移 \| 1970年（昭和45年） \| 18,646人 \| \| \| 1975年（昭和50年） \| 25,333人 \| \| \| 1980年（昭和55年） \| 32,729人 \| \| \| 1985年（昭和60年） \| 39,212人 \| \| \| 1990年（平成2年） \| 46,093人 \| \| \| 1995年（平成7年） \| 51,372人 \| \| \| 2000年（平成12年） \| 53,740人 \| \| \| 2005年（平成17年） \| 55,325人 \| \| \| 2010年（平成22年） \| 54,614人 \| \| \| 2015年（平成27年） \| 54,289人 \| \| \| 2020年（令和2年） \| 54,460人 \| \| |                                        |  |
| 総務省統計局 国勢調査より |                                        |  |
| 1970年（昭和45年） | 18,646人                               |  |
| 1975年（昭和50年） | 25,333人                               |  |
| 1980年（昭和55年） | 32,729人                               |  |
| 1985年（昭和60年） | 39,212人                               |  |
| 1990年（平成2年） | 46,093人                               |  |
| 1995年（平成7年） | 51,372人                               |  |
| 2000年（平成12年） | 53,740人                               |  |
| 2005年（平成17年） | 55,325人                               |  |
| 2010年（平成22年） | 54,614人                               |  |
| 2015年（平成27年） | 54,289人                               |  |
| 2020年（令和2年） | 54,460人                               |  |

2020年（令和2年）9月1日現在、市の外国人比率は5％を超えており、これは滋賀県の自治体中第一位である。

## 沿革
- 2004年（平成16年）10月1日 - 甲賀郡石部町と甲西町が合併して発足。なお、隣接している甲賀市も同時に発足したため、甲賀郡は消滅した。

### 市名決定までの過程
旧石部町と旧甲西町からなる「石部・甲西合併協議会」が新市名を公募したところ、全2,188件の応募が寄せられ上記協議会の委員の投票により「湖南市」に決定した。
　

## 地理

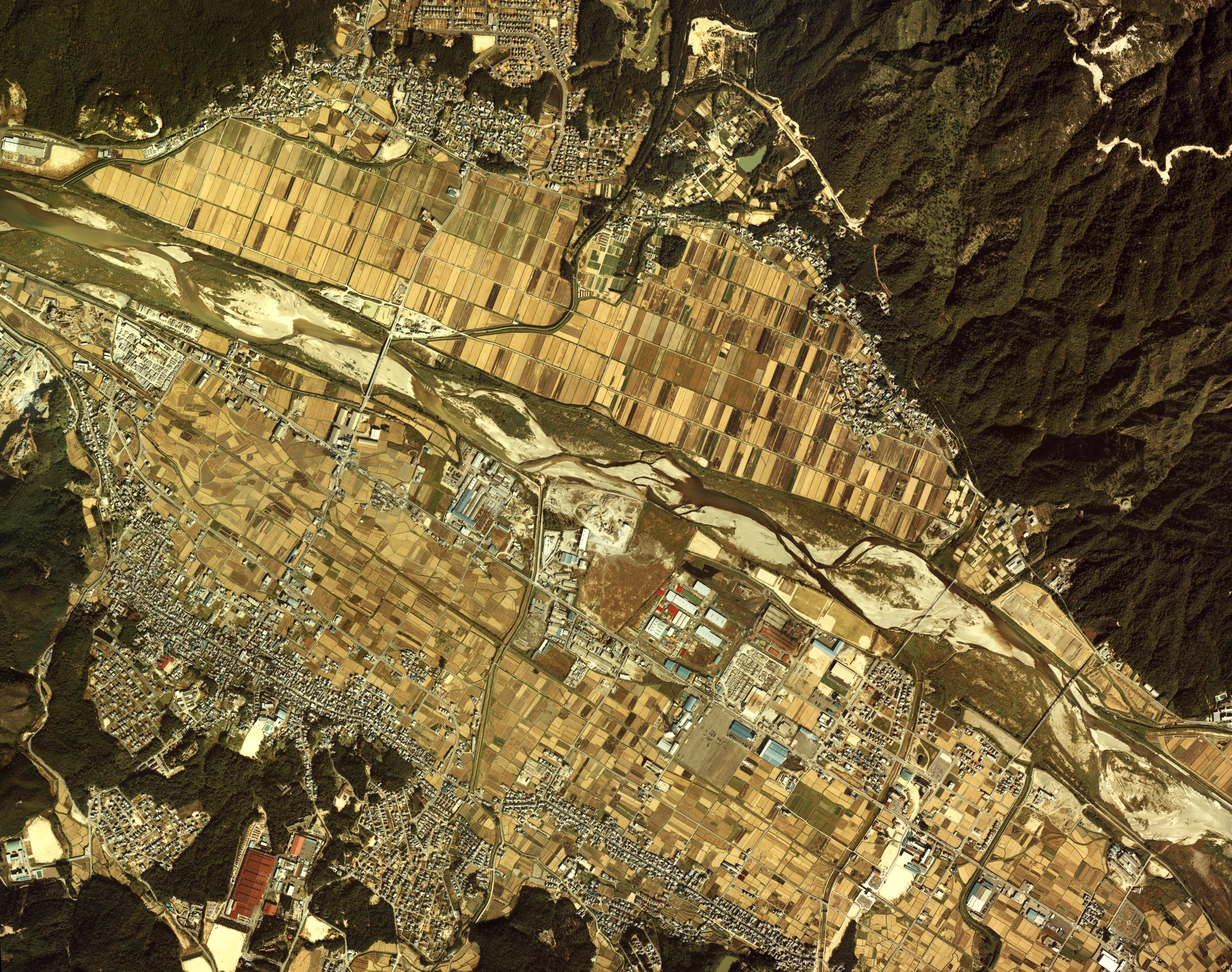
湖南市中心部周辺の空中写真。南東から北西方向へ野洲川が流れる。画像左下方に見える古い街路が広がる一帯は東海道の石部宿である。1982年撮影の9枚を合成作成。。

- 滋賀県南部のやや東に位置する。旧甲賀郡の西部（旧・石部町と甲西町）に相当し、市域は琵琶湖に面していない。なお、県の都市計画区域では、「大津湖南都市計画区域」に該当する。

- 心臓のような形をした市域は、のどかな山並みに囲まれており、琵琶湖に注ぐ最大の河川である野洲川が市域の中央部を東から西へと流れる。野洲川を挟み、両岸に市街や住宅地、田畑が広がる。

- 市域を囲む山地は、南部に阿星山（693.1 m）から東へ美松山（227.3 m）、人星山（600.1 m）、大納言（550.5 m）、風呂山（596.1 m）、烏ヶ嶽（485.7 m）、鹿が谷（231.3 m）、横田山(234 m）と続き、最東端の伝芳山に至る阿星山系があり、栗東市や甲賀市と接する。北部には、岩根山（405.5 m）から西へ龍王山（353.3 m）へと至る岩根山系があり、竜王町や野洲市と接する。また野洲川には、両山系から多くの河川が流れ込んでいる。

### 隣接自治体
- 栗東市 - 市域の西に隣接
- 野洲市 - 市域の北西に隣接
- 竜王町 - 市域の北に隣接
- 甲賀市 - 市域の東から南に隣接

### 広袤（こうぼう）
国土地理院地理情報によると湖南市の東西南北それぞれの端は以下の位置となっている。
市役所東庁舎付近を北緯35度線が通っており、モニュメントが設置されている。
|                                                                           | 北端 北緯35度03分25秒 東経136度03分24秒 / 北緯35.05694度 東経136.05667度 ↑ |                                                                           |
| 西端 北緯35度00分50秒 東経136度02分06秒 / 北緯35.01389度 東経136.03500度← | 市役所 北緯35度00分15秒 東経136度05分06秒 / 北緯35.00417度 東経136.08500度 | 東端 →北緯35度01分30秒 東経136度08分32秒 / 北緯35.02500度 東経136.14222度 |
|                                                                           | ↓ 南端 北緯34度56分48秒 東経136度06分36秒 / 北緯34.94667度 東経136.11000度 |                                                                           |

## 交通

### 鉄道
西日本旅客鉄道（JR西日本）草津線
- 三雲駅 - 甲西駅 - 石部駅

### バス

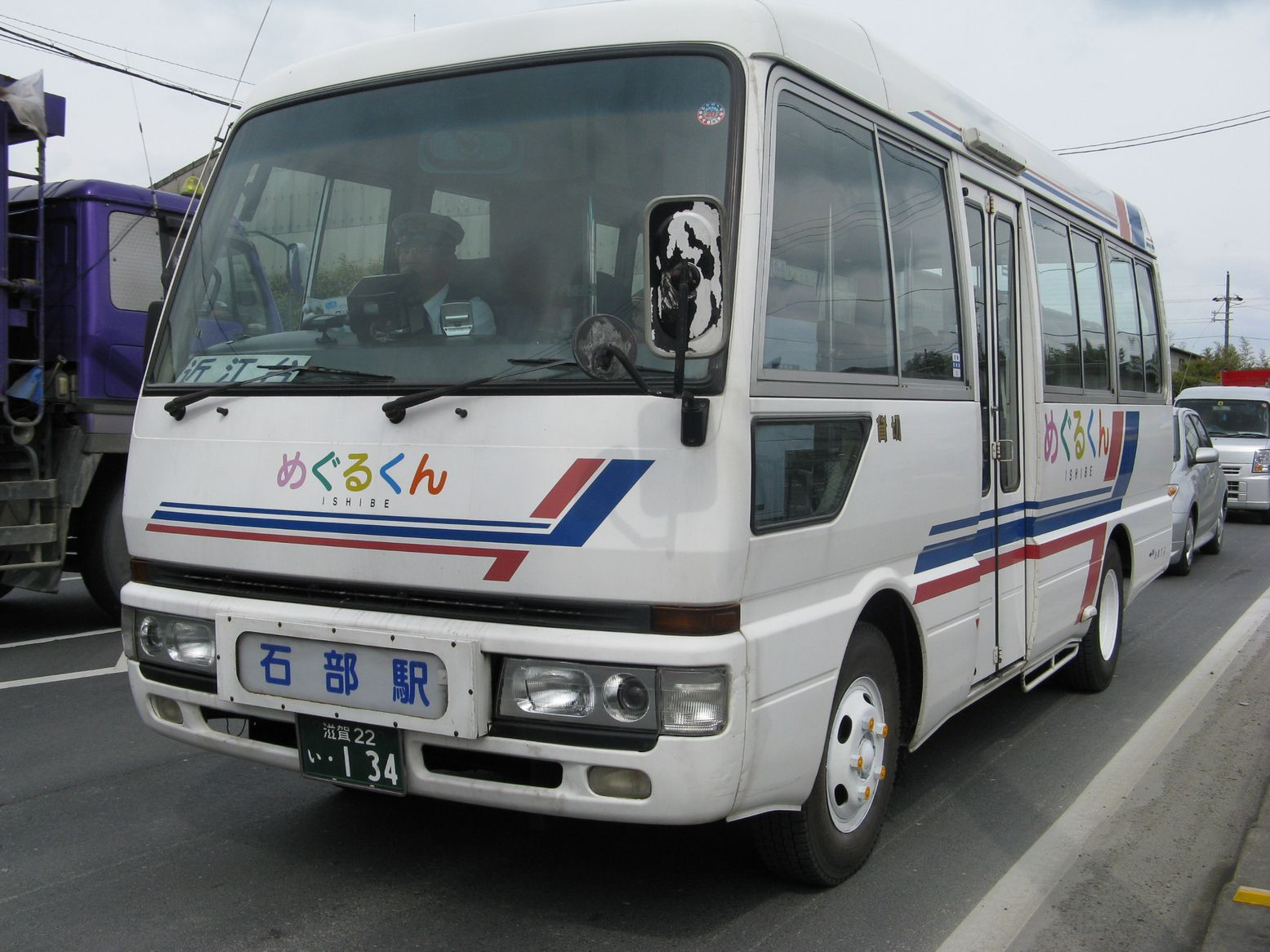
湖南市コミュニティバス

高速バスは市の北部を通る名神高速道路菩提寺パーキングエリアに京都と名古屋を結ぶ名神ハイウェイバスが停車する。
路線バスは滋賀バス（滋賀交通の子会社）の路線がJR野洲駅（野洲市）と湖南市北西部の北山台を結んでいる。同事業者はJR草津駅（草津市）を発着する路線も運行しているが、湖南市内（石部駅）で折り返す便はごく少数しか無く、ほぼ全便が栗東市の伊勢落で折り返しとなる。なお、コミュニティバスは湖南市が滋賀バスに運行委託した湖南市コミュニティバス（めぐるくん）があり、市内各地（一部を除く）を結んでいる。

### 道路

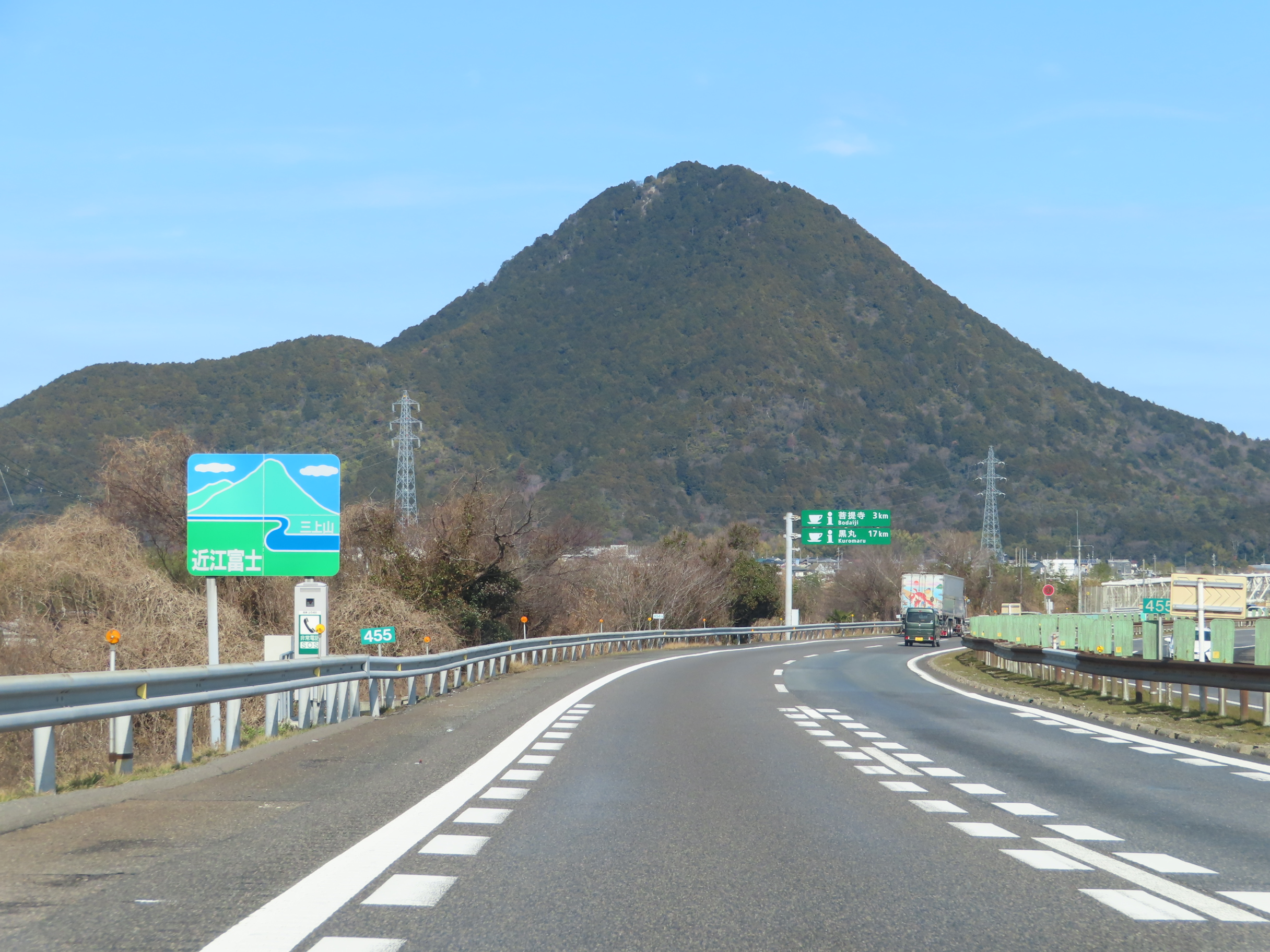
湖南市の名神高速道路。前方に三上山（近江富士）が見える。

- 主に野洲川の南側を走る旧国道1号は片側1車線で歩道未整備区間も長く、1日28,000台という通過車両数はすでに飽和状態に達し、深夜帯以外はほぼ終日渋滞続きという状態であった。そのため、バイパスとして甲賀湖南道路が野洲川北岸に建設され、2007年 - 2016年にかけて湖南市岩根から栗東市の小野ランプまでの区間が開通した。
- 小野ランプまでの区間の開通に伴い、2016年4月1日には並行する旧国道1号の石部大橋交差点から朝国交差点までが国道から除かれ、それまで重複路線であった県道4号と県道13号に表示が改められた。
- 甲賀湖南道路の一部である栗東水口道路は、2007年3月に片側1車線での暫定供用が開始された。同時に県道野洲甲西線も改良された。
- 市域には、北西部をかすめるように名神高速道路が走り、菩提寺PAが設置されている。市内にインターチェンジは設置されていない。最寄ICとなるのは名神高速道路竜王IC（蒲生郡竜王町）と同栗東IC（栗東市）であったが、2016年3月、隣の栗東市（栗東ICよりも湖南市寄り）に名神京都方面と連絡するハーフICとして栗東湖南ICが設置された。

高速道路
- 名神高速道路
  - 菩提寺PA

一般国道
- 国道1号
  - 甲賀湖南道路（水口道路、栗東水口道路）
- 国道477号

主要地方道
- 滋賀県道・三重県道4号草津伊賀線（石部大橋交差点から草津市までは国道1号と重複）
- 滋賀県道13号彦根八日市甲西線（三雲西交差点から吉永交差点は県道4号と重複）
- 滋賀県道22号竜王石部線
- 滋賀県道27号野洲甲西線
- 滋賀県道53号牧甲西線

一般県道（都道府県道）
- 滋賀県道113号石部草津線
- 滋賀県道118号石部停車場線
- 滋賀県道119号長寿寺本堂線
- 滋賀県道165号春日竜王線

## 行政

### 市長
- 市長：松浦加代子（2024年11月7日就任、1期目）

| 代   | 氏名       | 就任年月日     | 退任年月日     |
| ---- | ---------- | -------------- | -------------- |
| 初代 | 谷畑英吾   | 2004年11月7日  | 2008年11月06日 |
| 2代  | 谷畑英吾   | 2008年11月07日 | 2012年11月06日 |
| 3代  | 谷畑英吾   | 2012年11月07日 | 2016年11月06日 |
| 4代  | 谷畑英吾   | 2016年11月07日 | 2020年11月06日 |
| 5代  | 生田邦夫   | 2020年11月07日 | 2024年11月06日 |
| 6代  | 松浦加代子 | 2024年11月07日 | 現職           |

## 議会

### 滋賀県議会
- 定数：2人
- 選挙区：湖南市選挙区
- 任期：2023年4月30日 - 2027年4月29日
- 執行日：2023年4月9日

| 候補者名   | 当落 | 年齢 | 所属党派     | 新旧別 | 得票数  | 備考                                       |
| ---------- | ---- | ---- | ------------ | ------ | ------- | ------------------------------------------ |
| 菅沼利紀   | 当   | 45   | 自由民主党   | 現     | 5,640票 |                                            |
| 柴田栄一   | 当   | 54   | 日本維新の会 | 新     | 4,706票 |                                            |
| 塚本茂樹   | 落   | 58   | 立憲民主党   | 現     | 3,632票 | 国民民主党県連・社会民主党・チームしが推薦 |
| 藤川人志樹 | 落   | 48   | 無所属       | 新     | 3,632票 |                                            |

### 衆議院
- 選挙区：滋賀4区（近江八幡市、甲賀市、湖南市、東近江市の一部、蒲生郡）
- 任期：2021年10月31日 - 2025年10月30日
- 当日有権者数：291,102人
- 投票率：55.83%

| 当落 | 候補者名 | 年齢 | 所属党派   | 新旧別 | 得票数   | 重複 |
| ---- | -------- | ---- | ---------- | ------ | -------- | ---- |
| 当   | 小寺裕雄 | 61   | 自由民主党 | 前     | 86,762票 | ○    |
| 比当 | 徳永久志 | 58   | 立憲民主党 | 新     | 72,116票 | ○    |

## 友好交流提携都市

### 国内
- 北海道上川郡比布町

1894年10月、下田村出身の谷定徳が北海道旭川を尋ね、比布原野で植民地区画が行われていることを知り、翌1895年、下田の20戸を率いて自ら団長となり入植した。谷定徳が下田村を離れた理由には下田村の小学校移転問題が絡んでいたと伝えられるが定かではない。当初予定の30戸に満たないという理由で貸下げ地の大量返納が命ぜられたところに、第2次（13戸）、第3次（12戸）の移住があったが、後発組は小作人か屯田兵とならざるをえなかった。1898年6月、谷定徳は32歳の若さで死去し、谷定徳に頼れなくなった下田開拓団は一致協力して新たな開墾に立ち向かった。鷹栖村に属していた比布原野は独立の動きが生じ、1906年4月、二級町村制に基づく比布村が誕生した。比布村は1962年1月に町制を施行して比布町となり、1994年には「開基百年」を迎えた。それを契機に、開拓者で縁のある滋賀県・香川県・愛媛県との交流が始められ、下田村が合併した甲西町とは1998年に友好交流提携を行った。合併により湖南市となった後も、2004年12月に湖南市と比布町は改めて友好交流提携を再確認している。
- 鳥取県東伯郡北栄町

北栄町は、漫画『名探偵コナン』の原作者である青山剛昌の出身地であり、『名探偵コナン』を活かした町おこしで注目されている。2009年に湖南市で開かれた滋賀大学との共催シンポジウムで「こなん」つながりでの北栄町との連携が提案され、2010年夏から交流を進めていた。2011年3月28日、当時の谷畑英吾市長が松本昭夫北栄町長のもとを訪れ、両市町の友好交流提携および災害時相互応援協定について基本合意した。同年7月2日に正式に友好提携都市となった。

### 海外
- アメリカ合衆国ミシガン州セント・ジョンズ市（英語版）

1995年7月、セント・ジョンズ教育委員会の一人が高校生海外相互派遣事業の引率教師として甲西町（当時）を訪問。それをきっかけに両市の交流が始まった。現在は年1回のペースで児童・生徒絵画展が開かれている。

## 名所・名物

### 主な寺社

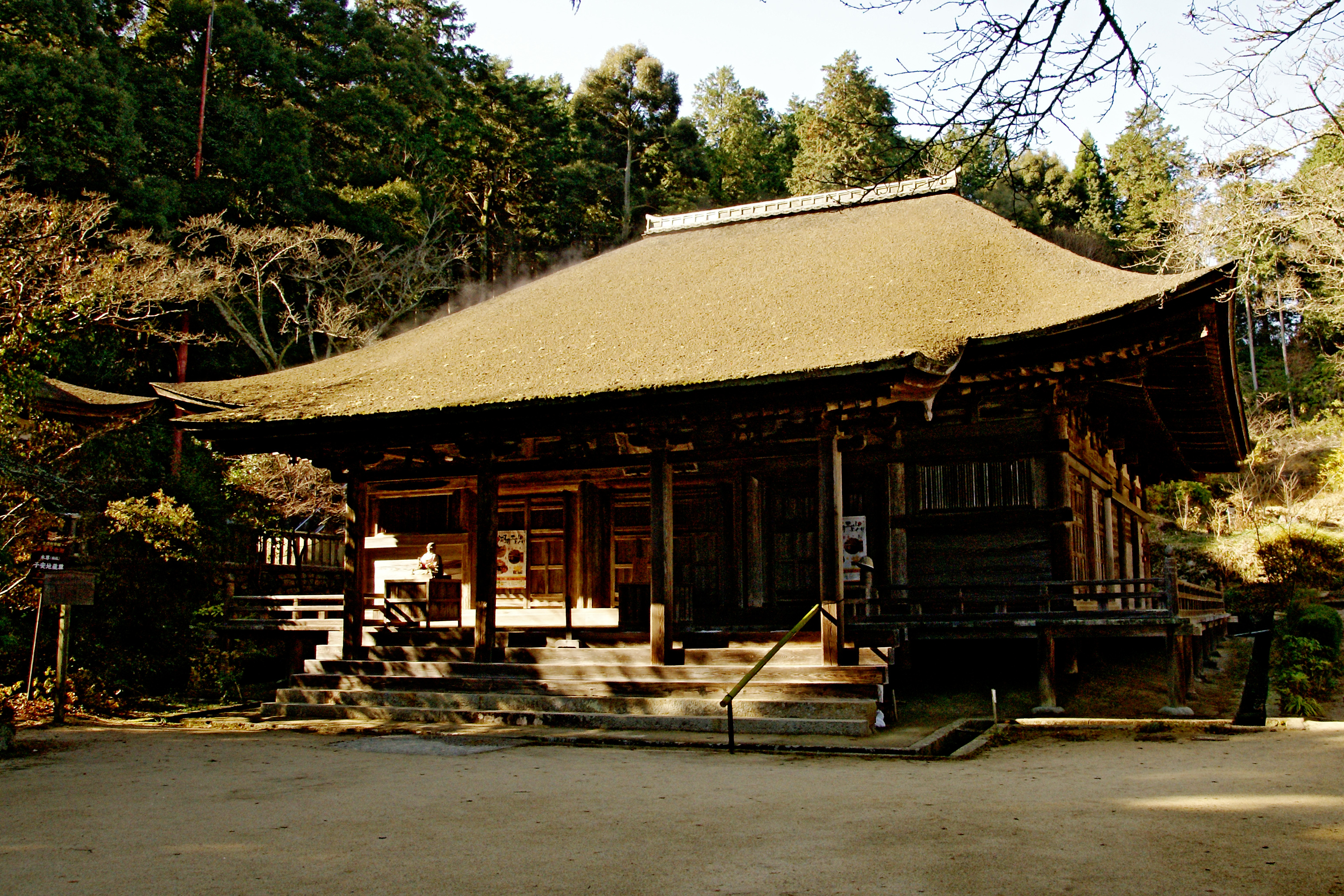
長寿寺

常楽寺

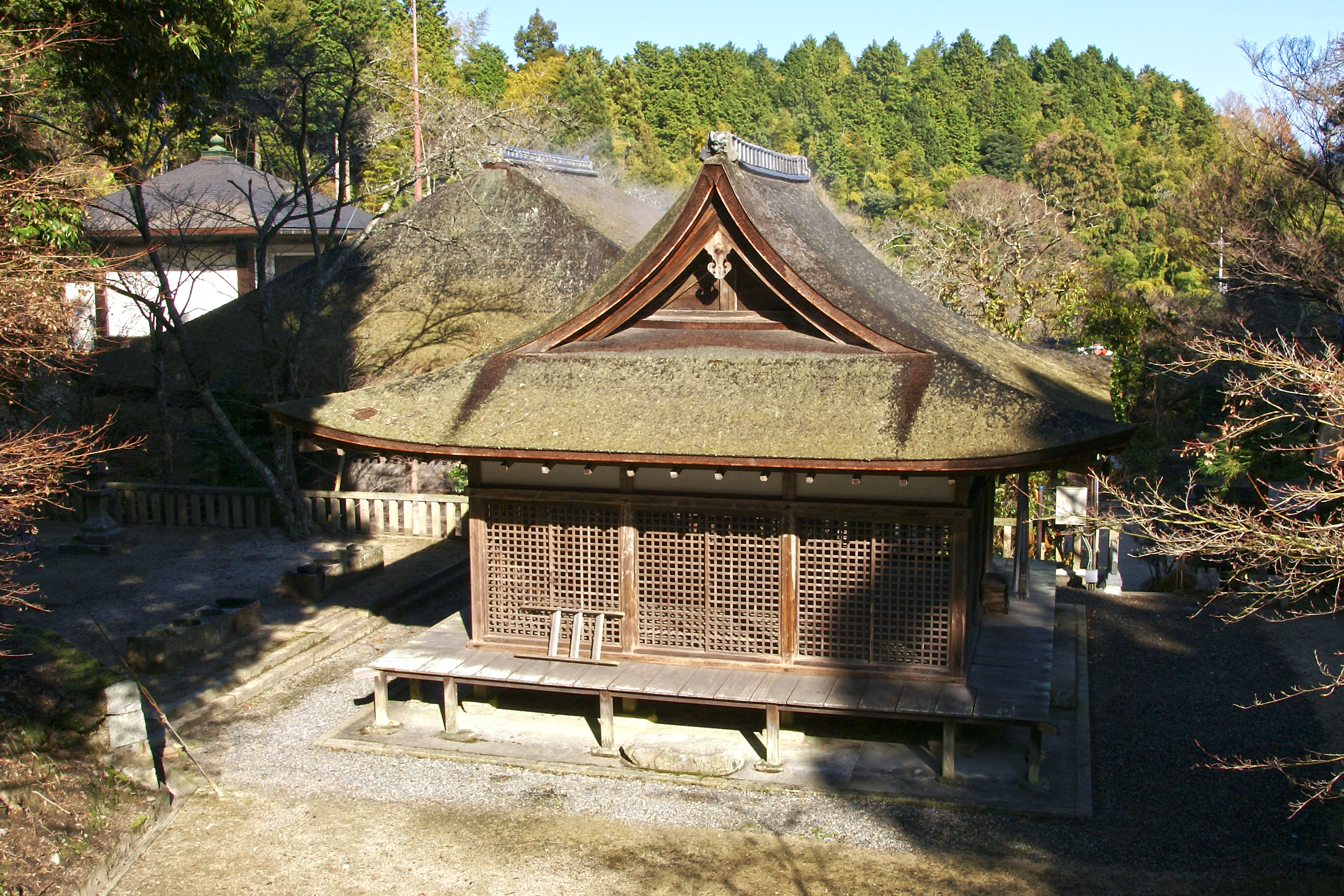
白山神社

寺院
湖南三山 - 飛鳥から奈良朝中期に建立された天台寺院で国宝指定された建築物が湖南市内に3か寺あることから付けられた名称。
- 長寿寺：東寺 - 本堂が国宝
- 常楽寺：西寺 - 本堂と三重塔が国宝
- 善水寺：岩根 - 本堂が国宝

神社
- 白山神社 : 東寺 - 拝殿は国の重要文化財
- 吉御子神社: 石部西 - 本殿は国の重要文化財
- 吉姫神社: 石部東 - 吉御子神社と対になる神社

湖南雨乞い三社 - 古代から雨乞いを続けてきた神社が三社あることから付けられた名称。
- 龍神：雨山 - 龍王山の山頂に存在する
- 八大龍王神：岩根山
- 多度神社：平松 - 美松山山頂

### その他の寺社
寺院
- 慶圓寺 : 下田
- 西應寺 : 菩提寺 - 菩提寺山の麓
- 正念寺 : 菩提寺
- 正福寺 : 正福寺
- 不動寺 : 岩根
- 正法寺 : 岩根
- 常永寺 : 岩根
- 真願寺 : 岩根
- 妙感寺 : 三雲
- 永照院 : 三雲
- 上乗寺 : 三雲
- 常照寺 : 三雲
- 園養寺 : 三雲
- 妙孝寺 : 三雲
- 報恩寺 : 夏見
- 覚蓮寺 : 夏見
- 了安寺 : 夏見
- 観音寺 : 夏見
- 盛福寺 : 夏見
- 敬応寺 : 針
- 南照寺 : 平松
- 西照寺 : 平松
- 光林寺 : 柑子袋
- 愍念寺 : 柑子袋
- 養林寺 : 柑子袋
- 八島寺 : 柑子袋東
- 善隆寺 : 石部中央
- 真明寺 : 石部西

神社
- 日枝神社：下田
- 蛭子神社：下田
- 諏訪神社：岩根 - 平和堂甲西店の裏
- 津島神社：岩根
- 貴船神社：岩根
- 高倉神社：岩根
- 高徳神社：岩根
- 八坂神社：岩根 - 正法寺の裏。
- 八坂神社：岩根 - 県道13号線沿い
- 国造神社：岩根 - 岩根山の山中
- 六所権現社：岩根 - 善水寺の境内にある
- 加茂神社：朝国
- 岩瀬神社：甲西大橋北詰
- 和田神社：菩提寺
- 斎神社：菩提寺
- 八王子神社：菩提寺
- 鎮守神社：菩提寺
- 稲荷神社：菩提寺
- 龍神社︰菩提寺
- 上葦穂神社：石部、白血大明神と呼ばれていたとされる
- 金比羅宮：石部
- 川崎神社：石部
- 三聖神社：西寺 - 長寿寺の境内
- 川田神社：正福寺 - 延喜式式内社論社
- 野神社：平松
- 松尾神社:平松 - 南照寺の境内にある
- 二ノ宮神社：針
- 飯道神社：針
- 太留麻大明神：針
- 天満神社(天満宮)：夏見 - 県道4号沿い
- 夏見神社: 夏見 - 三雲小学校の裏
- 神明神社：夏見 - 盛福寺の近く
- 吉見神社：吉永
- 立志神社：三雲
- 明喜神社：三雲
- 神明宮：三雲 - 上乗寺の境内、元伊勢日雲宮の論社

### 自然
- 平松のウツクシマツ自生地（天然記念物）：平松 - ウツクシマツは市の木に指定されている。
- 弘法杉：吉永 - 弘法大師空海が地面に挿した箸が杉の木となり成長したという伝説あり。
- 臥龍の森 - 森林浴の森100選

### 旧跡
- 車谷磨崖不動明王： 花園など
- 三雲城跡： 吉永
- 横田の渡し : 三雲
- 天保義民碑（近江天保一揆）： 三雲
- 八石教会所跡 : 丸山

### 仏像
- 廃少菩提寺石多宝塔・石仏 : 菩提寺
- 石造閻魔像 : 菩提寺

### 資料館など
- 東海道石部宿歴史民俗資料館 : 雨山 - 雨山文化運動公園内
- 石部宿場の里 : 雨山 - 雨山文化運動公園内

### 特産品
- 焼き物：下田焼、石部焼
- 地酒：御代栄（北島酒造、針）
- 染め物：正藍染（紺喜、下田）
- 農産物：下田なす、弥平とうがらし[10]、朝国しょうが
- 伝承食：いもつぶし（石部宿）

## 祭り・イベント

### 祭礼行事
- 勧請縄吊（1月：東寺、西寺）
- 鬼ばしり（1月：長寿寺、常楽寺）
- 斎神社例祭（4月29日・菩提寺）
- ぼんのこ・へんのこ祭り（7月：平松・松尾神社）
- 白餅（8月：妙感寺）
- ゑびす祭り(7月：下田）

### イベント
- さくらまつり（4月）
- 湖南市夏まつり（8月）
- 石部宿まつり（10月）
- 東海道ウォーキングみちくさコンパス（11月）

## 市営施設
体育館
- 湖南市総合体育館:夏見
- 湖南市雨山体育館:雨山
- 湖南市水戸体育館（旧・勤労者体育センター）:梅影町

公園・グラウンド
- 野洲川親水公園：夏見
- じゅらくの里：東寺・西寺
- 雨山文化運動公園：雨山
- サンビレッジ甲西：夏見

浴場・プール
- 十二坊温泉ゆらら：岩根
- 湖南市立雨山市民プール：雨山

宿泊研修施設
- 湖南市青少年自然道場：吉永

文化ホール
- 湖南市甲西文化ホール：中央
- 湖南市石部文化ホール：石部中央（石部文化総合センター、2024年3月末廃止）[11]

図書館
- 湖南市立甲西図書館：中央
- 湖南市立石部図書館：石部中央（石部文化総合センター、2024年3月末廃止）[11]

## 教育

### 幼稚園
公立
- 湖南市立菩提寺幼稚園
- 湖南市立石部幼稚園
- 湖南市立石部南幼稚園

私立
- 学校法人光星学園ひかり幼稚園
- 学校法人光星学園水戸幼稚園
- 学校法人光星学園三雲幼稚園

### 保育所
公立
- 湖南市立下田保育園
- 湖南市立水戸保育園
- 湖南市立岩根保育園
- 湖南市立菩提寺保育園
- 湖南市立三雲保育園
- 湖南市立平松保育園
- 湖南市立石部保育園
- 湖南市立阿星保育園

私立
- あしほ保育園
- 甲西あかつき保育園
- 菩提寺優愛保育園モンチ

### 学校
小学校
- 湖南市立下田小学校（下田）
- 湖南市立水戸小学校（水戸町）
- 湖南市立岩根小学校（岩根）
- 湖南市立三雲東小学校（三雲）
- 湖南市立三雲小学校（夏見）
- 湖南市立菩提寺小学校（菩提寺）
- 湖南市立菩提寺北小学校（菩提寺）
- 湖南市立石部小学校（石部中央）
- 湖南市立石部南小学校（丸山）

中学校
- 湖南市立日枝中学校（岩根：下田・水戸小学区）
- 湖南市立甲西中学校（針：三雲・三雲東小学区)
- 湖南市立甲西北中学校（正福寺：岩根・菩提寺・菩提寺北小学区）
- 湖南市立石部中学校（宝来坂：石部・石部南小学区）

市は2007年から、市内の小中学校に在籍する外国人児童生徒（日本語の指導が必要と認められ、本人と保護者が希望する者）を対象に、日本語初期指導教室「さくら教室」を設置している。通級料は無料であり、設置場所は市立水戸小学校内。
高等学校
- 滋賀県立甲西高等学校（針）
- 滋賀県立石部高等学校（丸山）

特別支援学校
- 滋賀県立三雲養護学校（柑子袋）

## 経済

### 第二次産業
- 葵機械工業
- 明石機械工業
- 旭計器工業
- 岩谷化学工業
- 王子エフテックス
- 大塚食品
- カルビー（湖南工場）
- 関西電気冶金工業
- 共栄工業
- クボタ
- 群栄化学工業
- ケイミュー
- 甲賀高分子
- 甲賀精密鋳造
- ゴーシュー
- コカ・コーラボトラーズジャパン
- サンロジスティックス
- サクラ食品工業
- ZACROS
- シンコーメタリコン
- 新日本機械工業
- 住軽加工
- 住友電工プリントサーキット
- センカ
- ダイクレ
- 大宝工業
- 大和化成
- タカラベルモント
- タキイ種苗
- タキロンシーアイ
- 谷坂鉄工所
- 寺嶋工業所
- デンヨー
- 東京鋼鐵工業
- TOTO
- 藤堂製作所
- 東洋ガラス
- 東レペフ加工品
- 中川ヒューム管工業
- 中西金属工業
- 中西輸送機
- ナス鋼帯
- ナストーア
- 西日本パイル
- 日光化成
- 日精工業
- 日鉄鋼板
- 日本カロライズ
- 日本クレア
- 日本鋼弦コンクリート
- 日本紙管工業
- 日本精工
- 日本電気化学工業所
- 日本ネットワークサポート
- 日本ポリスター ネオス
- ハセック
- 富士電波工業
- 阪神工業
- マツバ
- 三菱自動車工業
- 山崎機械製作所
- ヤンマー
- UACJ金属加工
- 利昌工業
- 西村建設

### 第三次産業
- 甲西陸運
- 近江興産
- 潮 - レストラン
- やまりゅう
- 湖南鈑金
- 徳志満
- ダイナム
- マルエス - ギフト小売業[13]
- やまじょう[14]

#### 主な商業施設
- イオンタウン湖南 - ショッピングセンター
- 平和堂 - スーパーマーケット
- 丸善 - スーパーマーケット

## 公的機関

### 警察
管轄する警察署
- 甲賀警察署（甲賀市に所在）

交番
- 甲西駅前交番（平松）
- 石部交番（石部東）
- 下田交番（梅影町）

駐在所
- 菩提寺警察官駐在所 （菩提寺）

### 消防
甲賀広域行政組合
- 湖南中央消防署(中央1丁目)
- 湖南石部分署

## 郵便局
- 甲西郵便局（中央1丁目） - 市内の集配局
- 石部郵便局 (石部東)
- 甲西三雲郵便局 (三雲)
- 甲西大池郵便局 (大池町)
- 甲西菩提寺郵便局 (菩提寺西)
- 甲西下田郵便局 (下田)

郵便番号
- 旧石部町域 〒520-31○○
- 旧甲西町域 〒520-32○○

## 金融機関

### 銀行
- 滋賀銀行
- 関西みらい銀行
- ゆうちょ銀行 - 郵便局内

### 協同組織金融機関
- 湖東信用金庫

### 農協・生協
- 甲賀農業協同組合（JAこうか）

## 著名な出身者

### 政治家・学者
- 井上敬之助 - 政治家
- 奥村展三 - 政治家
- 田畑忍 - 憲法学者
- 伊藤唯真 - 仏教学者

### 芸術家・映画監督
- 河野裕子 - 歌人
- 青木香雪 - 仏師
- 吉川信幸 - 映画監督・広告プランナー
- 松鳥むう - イラストレーター

### スポーツ選手
- 西山克哉 - ロンドンパラリンピックセーリング競技代表
- 田中幸 - プロスノーボーダー
- 山中慎介 - 元プロボクサー / 元WBCバンタム級世界王者
- 鬼塚忠久 - 元サッカー選手
- 中村聖 - 元サッカー選手
- 内林広高 - 元サッカー選手
- 堤早希 - 元サッカー選手
- 酒井悠基 - 元サッカー選手
- 松長朋恵 - 元サッカー選手
- 松長佳恵 - 元サッカー選手
- 坂本一輝 - 元サッカー選手
- 吉田実成都 - サッカー選手
- 奥村展征 - 元プロ野球選手
- 西村凌 - 元プロ野球選手
- 高塚南海 - 元女子プロ野球選手

### 芸能関係
- 北村來嶺彩 - 歌手
- 西岡星汰 - 俳優
- 坪井安奈 - タレント、元編集者
- 安蘭けい - 女優、元宝塚歌劇団星組男役トップスター

### アナウンサー
- 中島静佳 - アナウンサー

## ゆかりのある人物
- 糸賀一雄（社会福祉の父）- 近江学園創設者。
- 池田太郎（社会福祉教育家）- 近江学園創設者。

## 舞台となった作品
- 映画『線は、僕を描く』 - 青山霜介（演：横浜流星）と篠田千瑛（演：清原果耶）が夜行バスから降りるシーンのロケ地として、甲西駅が登場する[15][16][17]。なお、同駅を含む湖南市内にある各駅（前述）には夜行バスを含む高速バスは乗り入れない[注 2]。